# Luís Carlos Félix Ferreira
Luís Carlos Félix Ferreira (né à Rio de Janeiro, le 11 mai 1940 et mort le 8 mars 2015 dans la même ville,) est un ancien arbitre brésilien de football. 
Débutant en D1 brésilienne en 1971, il fut international à partir de 1980. Il arrêta sa carrière en 1990.

## Carrière
Il a officié dans des compétitions majeures : 
- Coupe du monde de football des moins de 20 ans 1983 (2 matchs)
- Championnat du Brésil de football 1984 (finale aller)
- Copa Libertadores 1985 (finale retour)
- Taça Roberto Gomes Pedrosa 1987 (module jaune) (finale retour)
- Coupe du monde de football des moins de 16 ans 1989 (1 match)